# Nossebro station
Nossebro station i Nossebro var en järnvägsstation byggd för Västergötland–Göteborgs Järnvägars huvudlinje Göteborg–Gårdsjö. Stationen invigdes den 1 januari 1900. År 1913 började Trollhättan–Nossebro Järnväg (TNJ) bygga sin linje Trollhättan–Nossebro från stationen som invigdes den 15 februari 1916, företaget trafikerade inte sin egen linje utan trafiken sköttes av Västergötland–Göteborgs Järnvägar med hjälp av deras eget rullande material. Efter TNJs konkurs 1924 såldes linjen av staten till VGJ. 1948 köpte SJ upp VGJ och kom att bedriva trafiken på stationen fram till slutet.
Trafiken på linjen mot Trollhättan lades ner 29 maj 1960 för godstrafik och den 16 juni 1968 för persontrafik. All trafik söderut i riktning mot Göteborg lades ner den 24 augusti 1979. Persontrafiken norrut mot Skara lades ner den 24 augusti 1970, godstrafiken norrut lades officiellt ner den 1 oktober 1989 även om det sista godståget hade gått redan 19 december 1986.

## Nutid
På andra våningen finns idag ett järnvägsmuseum där stationsinspektoren bodde med sin familj. Här finns även en omfattande samling av foton och föremål från smalspårsepoken. 
Stationshuset tillhör idag Nossebro hembygdsförening.